# 공증인
공증인(公證人)은 당사자나 기타 관계인의 청탁에 의해 법률행위 또는 기타 사권과 관련된 사실에 대한 공정 증서의 작성, 사서증서에 대한 인증과 공증인법 및 기타의 법령이 정하는 공증인의 사무를 처리하는 자를 말한다. 공증인이 작성하는 문서는 공증인법 및 기타의 법률이 정하는 요건을 준비하지 않으면 공증의 효력을 갖지 않는다.

## 공증인의 임명 및 인가
공증인의 경우 임명공증인과 인가공증인으로 나뉜다. 임명공증인의 경우 판사, 검사, 변호사등으로 통산 10년간 재직한 자여야 하며 금고 이상의 형을 선고받고 그 집행이 끝나거나 집행을 받지 아니하기로 확정된 후 5년이 지나지 아니한 사람등 전과가 있으면 안된다. 또한 자격상실의 판결이나 파면, 면직, 제명등의 처분을 받은자는 공증인으로 임명이 될 수 없다. 이러한 요건을 구비한자는 법무부장관에게 공증인 임명 신청을 하면 법무부장관은 적극적요건, 소극적요건등을 심사한후 공증인으로 임명한다.
인가공증인의 경우 일정수의 변호사가 모여 법무법인을 설립하고 법무부장관의 인가를 얻으면 법인명의로 공증인의 직무에 속하는 업무를 수행할 수 있는데 이를 인가공증인이라 한다. 인가공증인의 경우 법무법인의 변호사 2명이상은 공증담당변호사의 자격을 갖춰야 하며 통산하여 10년 이상 법조 경력을 보유하여야 한다.

## 공증인의 지위
공증인법 제1호 2항에 의거하여 공증인의 지위는 다음과 같다.
1. "공증인"이란 제2조에서 정하는 공증(公證)에 관한 직무를 수행할 수 있도록 법무부장관으로부터 제11조에 따라 임명을 받은 사람(이하 "임명공증인"이라 한다)과 제15조의2에 따라 공증인가를 받은 자(이하 "인가공증인"이라 한다)를 말한다.

## 공증인의 직무
공증인의 직무의 경우 공증인법 제2조 1항, 2항, 3항에 의하여 다음과 같다.
1. 법률행위나 그 밖에 사권에 관한 사실에 대한 공정증서의 작성
2. 사서증서 또는 전자문서등에 대한 인증
3.이 법과 그 밖의 법령에서 공증인이 취급하도록 정한 사무

## 공증인의 의무
1. 공증인법에 의거하여 공증인은 촉탁 인수 의무를 가짐으로 촉탁인의 공증을 거부 할 수 없으며 공증인이 촉탁을 거부할 때 사유를 촉탁인에게 설명하여야 한다.
2. 공증인법 제5조에 의거하여 비밀누설 금지가 있다. 이는 공증인이 법률에 특별한 규정이 있는 경우가 아니면 직무상 알게 된 비밀을 누설하지 못한다고 되어 있으며 다만 촉탁인의 동의를 얻은 경우 그러하지 아니하다 라고 명시되어 있다.
3. 공증인법 제6조에 의거하여 (겸직 금지) 임명공증인은 다른 공무(公務)를 겸하거나 상업을 경영할 수 없고, 상사회사나 영리를 목적으로 하는 사단법인의 대표자 또는 사용인이 될 수 없다. 다만, 상시 근무가 필요하지 아니하고 공증인의 직무수행을 방해하지 아니하는 업무로서 법무부장관의 허가를 받은 경우는 그러하지 아니하다. 라고 명시가 되어있다.
4. 공증인법 제7조에 의거하여 공증인은 수수료, 일당, 여비만 받을 수 있으며 수수료, 일당, 여비를 제외한 어떠한 보수는 받을 수 없다.

## 같이 보기
- 공증인법